# Karaoke Iko!
Karaoke Iko! (カラオケ行こ!?) es un manga japonés escrito e ilustrado por Yama Wayama. La serie sigue a un teniente yakuza que busca instrucción en karaoke con el director del coro de un instituto. Se publicó originalmente como doujinshi (manga autopublicado) en 2019, antes de ser publicado como libro por Kadokawa Future Publishing en 2020. Una secuela one-shot (de un solo capítulo), Fami-res Iko (ファミレス行こ。; lit. 'Vamos al restaurante familiar'), se publicó en la edición de noviembre de 2020 de la revista de manga Comic Beam. Una adaptación cinematográfica de acción real se estrenó en Japón en enero de 2024. Una adaptación a serie de anime producida por Doga Kobo se estrenó en julio de 2025.

## Sinopsis
Satomi Oka, director de coro de tercer año de secundaria, se prepara para su última actuación antes de graduarse. Tras verlo actuar, el teniente yakuza Kyouji Narita le pide a Satomi que le enseñe a cantar antes de una competición anual de karaoke organizada por su jefe.

## Personajes
Satomi Oka (岡 聡実 Oka Satomi?)
 Seiyū: Shun Horie
Kyouji Narita (成田 狂児 Narita Kyouji?)
 Seiyū: Daisuke Ono
Wada (和田?)
 Seiyū: Shinnosuke Tokudome

## Contenido de la obra

### Película de acción real
Una adaptación cinematográfica de acción real, dirigida por Nobuhiro Yamashita y escrita por Akiko Nogi, se estrenó el 12 de enero de 2024. Su estreno estaba previsto para 2023, pero se retrasó. La película está protagonizada por Jun Saitō como Satomi y Go Ayano como Kyouji.

### Anime
Se anunció una adaptación televisiva al anime el 17 de octubre de 2024. La serie está producida por Doga Kobo y dirigida por Asami Nakatani. Yukiko Tsukahara es la asistente de dirección, Yoshimi Narita escribe los guiones, Mai Matsūra diseña los personajes y Takurō Iga compone la música. La serie se estrenó el 24 de julio de 2025 en AT-X y otras cadenas. El tema principal es "HOWL", interpretado por Ayumu Imazu. Crunchyroll obtuvo la licencia de la serie en América del Norte, América Central, América del Sur, Europa, África, Oceanía, Oriente Medio, CEI, subcontinente indio y Sudeste Asiático. Medialink obtuvo la licencia de la serie en el Sudeste Asiático y Oceanía (excepto Australia y Nueva Zelanda).

## Recepción
En octubre de 2022, Karaoke Iko! tenía más de 500.000 copias en circulación.